# موديستو لوبيز
موديستو لوبيز (بالإسبانية: Modesto López Novoa)‏ هو لاعب كرة قدم إسباني في مركز الدفاع، ولد في 21 يناير 1965 في أورينسي في إسبانيا. لعب مع ديبورتيفو لاكورونيا.

## وصلات خارجية
- موديستو لوبيز على موقع قاعدة بيانات كرة القدم.إي يو (الإنجليزية)
- موديستو لوبيز على موقع عالم كرة القدم.نت (الإنجليزية)